# Stadio Dumlupınar

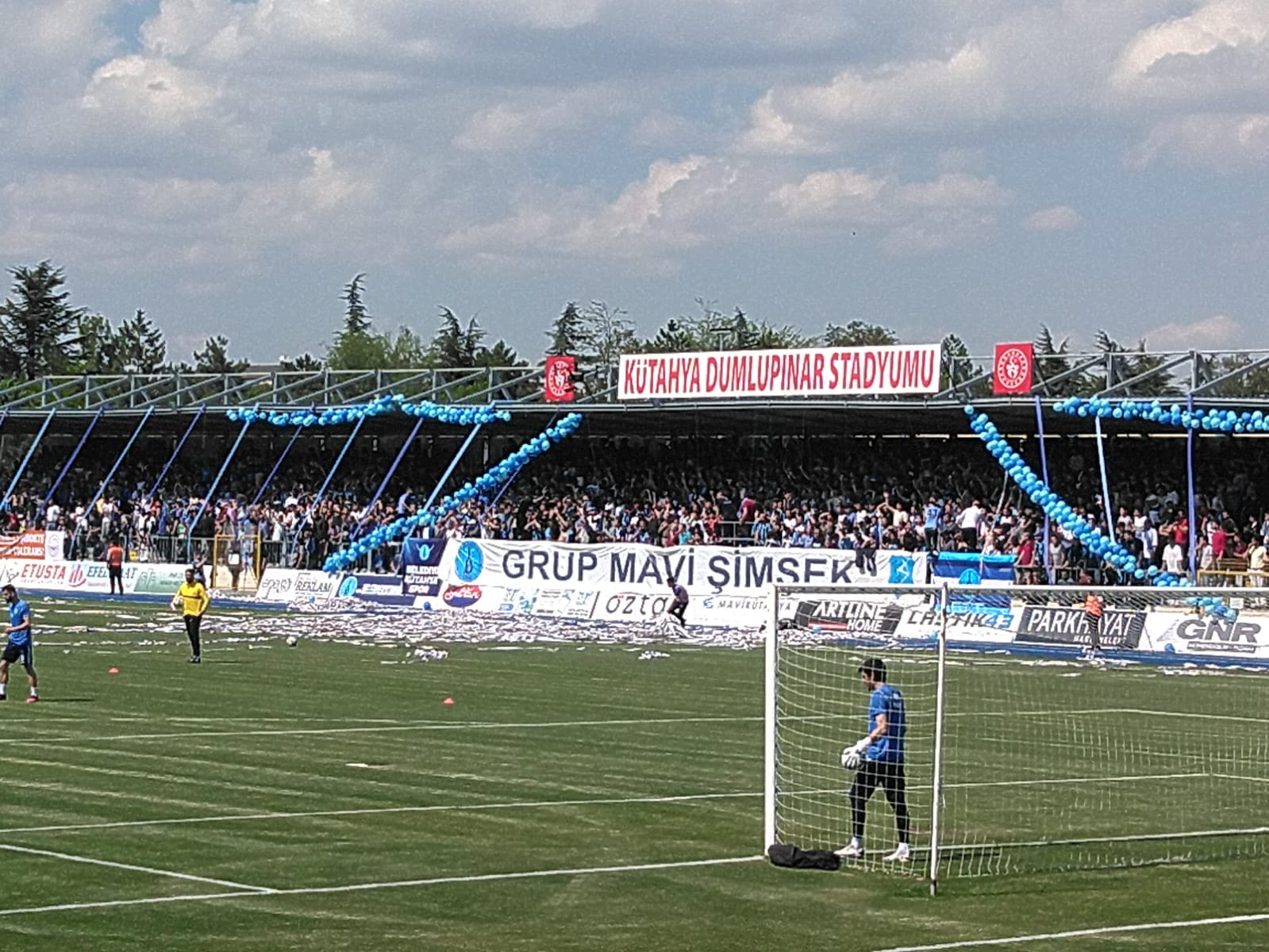
Lo stadio Dumlupınar durante una partita del Kütahyaspor

LO stadio Dumlupınar (in turco Dumlupınar Stadyumu) è uno impianto sportivo situato a Kütahya, in Turchia. Usato per il calcio, è lo stadio di casa del TKİ Tavşanlı Linyitspor e del Kütahya Spor Kulübü.
L'impianto è stato inaugurato nel 1938 ed ha una capacità di 11 500 posti a sedere. Il terreno di gioco misura 70 × 105 m ed è in erba naturale. Lo stadio è omologato per la Süper Lig, la massima serie del campionato turco di calcio.

## Caratteristiche
- Copertura:presente
- posti a sedere: 11500
- Tribuna VIP : ?
- Tribuna stampa: ?
- Capacita totale: 11500
- Parcheggio auto: ?
- Parcheggio autobus: ?